# Shayna Baszler
Shayna Andrea Baszler (Sioux Falls, Dakota del Sur, 8 de agosto de 1980) es una luchadora profesional y exartista marcial mixta estadounidense. Actualmente trabaja para la empresa estadounidense WWE, como productora en la marca NXT.
Dentro de sus logros en la lucha libre profesional, destaca el haber sido la primera dos veces Campeona Femenina de NXT, además de tres reinados como Campeona Femenina en Parejas de WWE; dos junto a Nia Jax y otro con Ronda Rousey. Dentro de las artes marciales mixtas, Baszler tiene un récord de 15 victorias y 11 derrotas, de las cuales 13 son por sumisión.

## Carrera como artista marcial mixta

### Carrera temprana (2003-2007)
En octubre de 2003, Baszler comenzó en las artes marciales mixtas en Reality Cage Fighting donde derrotó a Tina Johnson por sumisión, siendo su primera victoria. Al siguiente mes, derrotaría a Christy Zimmerman por sumisión, siendo su segunda victoria, aumentando su récord a 2-0. En mayo de 2004, cayó frente a Kelly Kobold por sumisión, siendo su primera derrota (2-1).
Durante el 2005, Baszler derrotó a Heather Lobs y a Cindy Romero, y derrotada por Amanda Buckner, todas por sumisión (4-2). Hacia el 2006, Baszler derrotó a Julie Kedzie y a Roxanne Modafferi, ambas por sumisión, y fue derrotada nuevamente por Amanda Buckner por TKO (6-3).
En febrero de 2007, sería derrotada por Tara LaRosa por TKO (6-4). En marzo, venció a Samantha Anderson por sumisión con kimura (7-4), siendo la primera vez que gana usando esta técnica.

### Elite Xtreme Combat (2007-2008)
En 2007, Baszler firmó para de Elite XC, debutando en ShoXC: Elite Challenger Series de julio, donde obtuvo la victoria sobre Jan Finney por sumisión (8-4). En ShoXC: Elite Challenger Series de octubre, derrotó a Jennifer Tate por sumisión (9-4). En ShoXC: Elite Challenger Series de abril en 2008, derrotó a Keiko Tamai por sumisión (10-4). En EliteXC: Unfinished Business, fue derrotada por Cris Cyborg por TKO (10-5).

### Strikeforce (2009)
Tras el cierre de EliteXC, Baszler debutó para Strikeforce en Strikeforce Challengers: Villasenor vs. Cyborg, donde perdió por decisión unánime ante Sarah Kaufman (10-6), siendo su primera derrota por decisión.

### Freestyle Cage Fighting (2010-2012)
En enero de 2010, Baszler debutó para Freestyle Cage Fighting, donde derrotó a Megumi Yabushita por sumisión (11-6). En marzo, obtuvo la victoria sobre Alexis Davis por decisión unánime (12-6). En junio, Baszler debía compeitr contra Jan Finney en la final del un torneo. Sin embargo, Finney se retiró para poder competir en Strikeforce por lo que fue reemplazada por Adrienna Jenkins, a la que derrotó por sumisión (13-6), ganando el Campeonato Grand Prix Peso Pluma Femenino de la FCF.

### Otras promociones (2010-2012)
Baszler participó en The Cage Inc. donde derrotó a Elaina Maxwell (14-6), ganando el inaugural Campeonato Femenino 140 lbs de TCI. En The Cage Inc.: Battle At The Border 10, Baszler debió defender el título frente a Alexis Davis pero fue cancelado debido a que Davis se fue a Strikeforce.
En 2012, Baszler aceptó enfrentar a Kelly Kobold en Cage Fighting Xtreme: Spring Brawl. Sin embargo, el evento fue cancelado.

### Invicta Fighting Championships (2012-2013)
A mediados de 2012, Baszler debutaría para Invicta Fighting Championships. En Invicta FC 2: Baszler vs. McMann, fue derrotada por Sara McMann por decisión unánime (14-7). El encuentro fue denominado "Pelea de la Noche". En Invicta FC 3: Penne vs. Sugiyama, derrotó a Sarah D'Alelio (15-7).
En Invicta FC 4: Esparza vs. Hyatt, fue derrotada por Alexis Davis (15-8). EL encuentro fue nombrado "Pelea de la noche".

### Ultimate Fighting Championship (2013-2015)
En agosto de 2013, se anunció que Baszler formaría parte del reality de UFC The Ultimate Fighter: Team Rousey vs. Team Tate. Después de esto, se anunció que Baszler sería parte de la UFC.
En UFC 177, Baszler se enfrentó a Bethe Correia pero fue derrotada por TKO (15-9). En UFC Fight Night: Maia vs. LaFlare, fue derrotada por Amanda Nunes (15-10), siendo esta su última lucha en UFC.

### Deep (2017)
En 2017, Baszler tuvo una participación especial en Japón para Deep en Deep Jewels 15, donde fue derrotada por Reina Miura por decisión unánime (15-11).

## Carrera como luchadora profesional

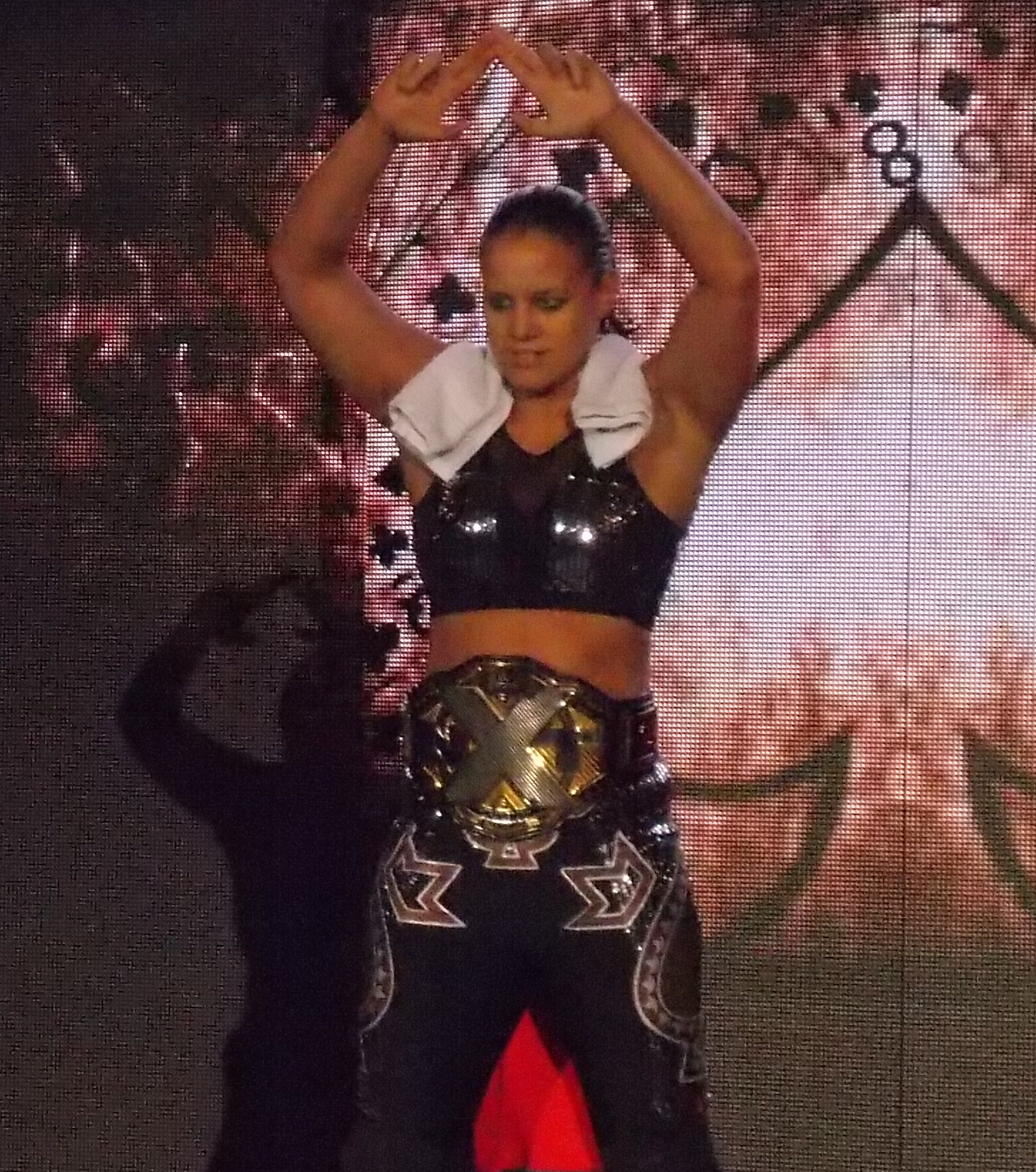
Shayna Baszler en el evento NXT Live de Omaha, Nebraska (2019).

### Circuito independiente (2015-2017)
En ROH 13th Anniversary Show, Baszler acompañó a reDRagon al ring para su defensa del Campeonato Mundial de Parejas de la ROH. Tras esto, apareció como mánager de reDRagon.
Después de entrenar con Josh Barnett, el 26 de septiembre de 2015, Baszler debutaría en la lucha libre profesional en Quintessential Pro Wrestling, siendo derrotada ante Cheerleader Melissa. después del encuentro, Nicole Matthews salió para atacarla. El 30 de octubre, Baszler derrotó a Matthews. Para el segundo encuentro, Matthews derrotó a Baszler. En enero de 2016, sería nuevamente derrotada por Matthews, finalizando así su rivalidad.
El 23 de enero de 2016, Baszler estaría en Magnum Pro Wrestling donde venció a Heather Patera. El 17 de julio en Premier XIII, derrotó a Ruby Raze, ganando el Campeonato Femenino Premier.
Baszler debutó en Absolute Intense Wrestling en abril de 2016, perdiendo ante Mia Yim. En junio, regresó para derrotar a Veda Scott, y en agosto a Annie Social. El 9 de septiembre, derrotó a Heidi Lovelace, ganando el Campeonato Femenino de AIW. el 5 de noviembre, retuvo su título ante Britt Baker. El 10 de noviembre, derrotó a Ray Lyn y Ayzali en un Triple Threat Match, reteniendo el título. El 25 de noviembre, venció nuevamente a Lovelace.
A mediados de 2016, Baszler debutaría en Shimmer Women Athletes en Shimmer: Volumen 81, donde venció a Rhia O'Reilly. Y en Shimmer: Volumen 82, derrotó a Solo Darling. En Shimmer: Volumen 83, cayó ante Nicole Savoy por el Campeonato Heart Of Shimmer. En Shimmer: Volumen 85, nuevamente se enfrentó a Mia Yim, a quien venció. En Shimmer: Volumen 86, fue derrotada junto a Mercedes Martinez por Kellie Skater y Shazza McKenzie. En Shimmer: Volumen 87, participó en un Fatal Four-way Match donde estaban Kay Lee Ray, Heidi Lovelace y Vanessa Kraven, lucha que ganó esta última. Tras esto, comenzó una rivalidad con Shazza McKenzie. En Shimmer: Volumen 88, no logró ganar a McKenzie por descalificación. En Shimmer: Volumen 86, fue derrotada por McKenzie en un No Disqualification Match, finalizando así su rivalidad. En Shimmer: Volumen 90, nuevamente derrotó a Lovelace.

### WWE (2017-2025)

#### Mae Young Classic (2017)
En septiembre de 2017, WWE estableció el torneo femenino Mae Young Classic en donde Baszler figuró como participante.
En la primera ronda, derrotó a Zeda. Posteriormente en la segunda, venció a Mia Yim. En los cuartos de final, derrotó a Candice LaRae a quien siguió atacando después de la lucha. En las semifinales, derrotó a Mercedes Martinez. En la fase final, fue derrotada por Kairi Sane, quien ganó dicho torneo.

#### NXT Wrestling (2017-2020)
Baszler hizo su debut en NXT en un show house el 10 de agosto de 2017, donde se asoció con Billie Kay y Peyton Royce, estaban contra el equipo de Kairi Sane, Aliyah y Dakota Kai, en un combate por equipos de seis mujeres, que Baszler perdió. El 12 de agosto, hizo su debut en individuales, derrotando a Zeda y luego derrotando a Taynara Conti en otro combate.
El 3 de octubre, WWE anunció oficialmente que Baszler había firmado con la compañía y comenzó a entrenar en el WWE Performance Center. El 6 de diciembre en NXT, se mostró una promo del próximo debut de Baszler en NXT. El 27 de diciembre en NXT, apareció para atacar a Kairi Sane. Luego, se presentó de manera controversial al WWE Performance Center donde atacaba a las practicantes, estableciéndose como heel. A esto, se anunció que Baszler debutaría en 2018.
El 10 de enero en NXT, Baszler debutó derrotando a Dakota Kai por decisión arbitral, después de que Shayna haya lastimado el brazo de Dakota. El 17 de enero en NXT, atacó a Aliyah pero Ember Moon salió en su defensa. Tras esto William Regal pactó una lucha entre Baszler y Moon en NXT TakeOver: Philadelphia. En NXT TakeOver: Philadelphia, fue derrotada por Moon. Después de la lucha, Baszler atacó a Moon hasta dejarla inconsciente. El 1 de febrero en NXT (emitido el 14 de febrero), Baszler venció a Moon por descalificación, debido a la interferencia de Kairi Sane a favor de Moon. Tras esto, nuevamente se determinó una lucha entre Baszler y Moon en NXT TakeOver: New Orleans. En NXT TakeOver: New Orleans: Baszler derrotó a Moon, ganando el Campeonato femenino de NXT. Posteriormente retendría el campeonato ante Nikki Cross, Toni Storm y Dakota Kai como parte de breves feudos.
El 18 de agosto en NXT TakeOver: Brooklyn 4, Baszler perdió su título ante Sane concluyendo así su reinado por 133 días. Sin embargo, el 28 de octubre en Evolution, Baszler derrotó a Sane para convertirse en la primera luchadora en obtener el campeonato en dos ocasiones. En vísperas de Survivor series, Shayna empezó una rivalidad primeramente con la Campeona femenina de Smackdown, Bayley, y después con la Campeona femenina de Raw, Becky Lynch. En Survivor Series, Shayna derrotó a Lynch y Bayley en una Triple Threat Match, haciendo rendir a esta última. 
El 14 de diciembre se enfrentó a Rhea Ripley por el campeonato perdiendo el título y su reinado de 416 días que es el segundo reinado más largo del campeonato después de Asuka con 522 días. El 15 de enero tuvo lugar su última lucha como parte de la marca amarilla, Baszler participó en una Battle Royal Match por una oportunidad al Campeonato Femenino de NXT en NXT TakeOver: Portland, sin embargo, no logró ganar al ser eliminada por Shotzi Blackheart. 

#### Roster principal (2020-2025)
Shayna debutó en el roster principal como parte de Raw el 10 febrero atacando a la campeona de la marca, Becky Lynch, con quien inició una rivalidad. En Elimination Chamber derrotó a Asuka, Liv Morgan, Natalya, Ruby Riott y Sarah Logan en una Elimination Chamber Match, ganando consigo una oportunidad por el Campeonato Femenino de Raw y convirtiéndose a su vez en la primera concursante (hombre o mujer) en eliminar a todas sus oponentes. En WrestleMania 36, tuvo su lucha titular ante Becky, sin embargo, salió derrotada.
En WWE Money in the Bank, Baszler participó en la lucha femenina de escaleras enfrentando a Asuka, Nia Jax, Carmella, Lacey Evans, y Dana Brooke, sin embargo, no logró ganar. En agosto, Shayna fue emparejada con Nia Jax derrotando a las Campeonas femeninas en parejas, Bayley y Sasha Banks en Payback, logrando ganar los campeonatos. A pesar de haber defendido con éxito las preseas a lo largo de unos meses, Jax y Baszler perdieron los títulos en TLC contra el equipo de  Asuka y Charlotte Flair, originalmente participaría Lana en el combate en lugar de Flair, ya que Nia y Shayna habían entrado en rivalidad con ella y Asuka semanas antes del PPV. En  Royal Rumble el 31 de enero de 2021, Baszler y Jax derrotaron a Asuka y Flair para convertirse en dos veces campeonas femeninas en parejas. Durante su segundo reinado como campeonas por parejas, tuvieron diversos feudos simultáneos con los equipos de Naomi y Lana, Mandy Rose y Dana Brooke, y Natalya y Tamina. Defendiendo los títulos contra todas ellas en diferentes ocasiones exitosamente. En la noche 2 de WrestleMania 37, Baszler y Jax defendieron los títulos en pareja exitosamente ante Natalya y Tamina, con quienes siguieron manteniendo una rivalidad. Después de múltiples luchas individuales y de parejas entre los dos equipos, Baszler y Jax perdieron los campeonatos ante ellas en el episodio del 14 de mayo de SmackDown.
En el episodio del 31 de mayo de Raw, Baszler comenzó una rivalidad individual con Alexa Bliss, alegando que el uso de sus "poderes" era la razón por la que perdieron los títulos, empezando a perder un gran número de combates por distracciones del nuevo interés romántico de Nia, Reginald, quien causó fricciones entre las dos. Luego, se programó una lucha entre las dos para Hell in a Cell en la que salió derrotada En el episodio del 20 de septiembre en Raw después semanas de problemas con Jax, su alianza terminó cuando Shayna la atacó brutalmente después de haberla derrotado en su primer encuentro uno a uno, rompiendo su brazo en el proceso (kayfabe), haciendo lo mismo con Eva Marie la semana siguiente.
Como parte del Draft de 2021, Baszler fue enviada a la marca SmackDown. En octubre, Baszler ingresó al torneo Queen's Crown donde derrotó a Dana Brooke en la primera ronda, sin embargo, perdió ante Doudrop en las semifinales; Desde entonces formó equipo con Natalya, teniendo como lucha más destacada la batalla fatal de cuatro esquinas por equipos celebrada en WrestleMania 38, donde salieron derrotadas. La dupla estuvo inactiva por varias semanas hasta el 5 de agosto de 2022 en SmackDown, donde Shayna ganó una gauntlet match que la definió como la retadora #1 de la Campeona de SmackDown, Liv Morgan, pactándose una lucha titular entre ambas en Clash at the Castle, culminando así su alianza con Natalya, sin embargo, en dicho evento, cayó derrotada ante Morgan. Después de ese suceso, Baszler se alió con su amiga y nueva Campeona de SmackDown, Ronda Rousey, formando parte de las rivalidades titulares que esta tenía.

#### Alianza y posterior rivalidad con Ronda Rousey (2022-2025)
En el episodio del 28 de octubre de SmackDown, Baszler atacó a Natalya en un segmento detrás del escenario, poniendo fin a su asociación y alineándose con la Campeona Femenil de SmackDown y mejor amiga de la vida real, Ronda Rousey, en el proceso. La semana siguiente, con Rousey en su esquina, Baszler derrotó a Natalya. En Survivor Series WarGames el 26 de noviembre, Baszler ayudó a Ronda Rousey a retener su título contra Shotzi. En la Noche 2 de WrestleMania 39, Rousey y Baszler ganaron la lucha fatal por equipos a cuatro bandas de la Muestra de WrestleMania Femenina a pesar de apenas estar involucradas en la lucha. Como parte del Draft de WWE del 2023, Baszler y Rousey fueron reclutadas para Raw.
Posteriormente, perderían los títulos ante Liv Morgan y Raquel Rodríguez en el evento Money in the Bank, tras atacar a Rousey durante el combate y abandonando el combate. En el episodio del 3 de julio de Raw, Baszler explicó que estaba frustrada de que tenía que pagar sus cuotas para llegar a WWE iniciándose desde NXT, mientras que Rousey ya tenía un combate en WrestleMania a los meses de haber firmado con la empresa. Esto condujo a una batalla entre las dos, que terminó con Baszler dándole un rodillazo a Rousey en la cara. Dos semanas después, tras derrotar a Nikki Cross en un combate, Rousey llamó a Baszler desde el palco, luego ella la desafió a una pelea nuevamente mencionando los diferentes caminos que han recorrido en WWE, aunque Rousey se negó y en su lugar se ofreció a enfrentarse a Baszler en SummerSlam. Baszler cambió a face en el proceso, y teniendo en cuenta su pasado en MMA, ambas se enfrentaron en el evento en un combate con reglas de dicha disciplina, que terminó con victoria suya.
Como parte de una fuerte reestructuración en la empresa de lucha libre profesional WWE, el 2 de mayo de 2025, fue liberada de su contrato finalizando casi 8 años en la empresa.

## Vida personal
Baszler nació y fue criada en Sioux Falls, South Dakota. Baszler es de padre alemán y madre china. Shayna se graduó de la carrera de religión en la MidAmerica Nazarene University en Kansas antes de iniciar su carrera en las artes marciales mixtas.[cita requerida]  En 2013 reveló en una entrevista que forma parte de la comunidad LGBTQ.
Baszler fue una portavoz clave en el movimiento para crear una comisión atlética de deportes de combate en Dakota del Sur. Una vez pronunció un discurso que conmovió al representante contrario Steve Hickey, quien alguna vez la atacó cuando estaba en la MMA. Después de visitar a Baszler en la Academia de Artes Marciales Next Edge, el lugar donde ella entrenó así como a otros luchadores y practicantes de artes marciales mixtas, Hickey declaró que lamentaba su analogía ya que restaba valor a su punto.
Fuera de los deportes de combate, Baszler es entrenadora del equipo de roller derby con sede en Dakota del Sur, el Sioux Falls Roller Dollz y es una Técnica Profesional en Urgencias Médicas (EMT) certificada.

## Campeonatos y logros

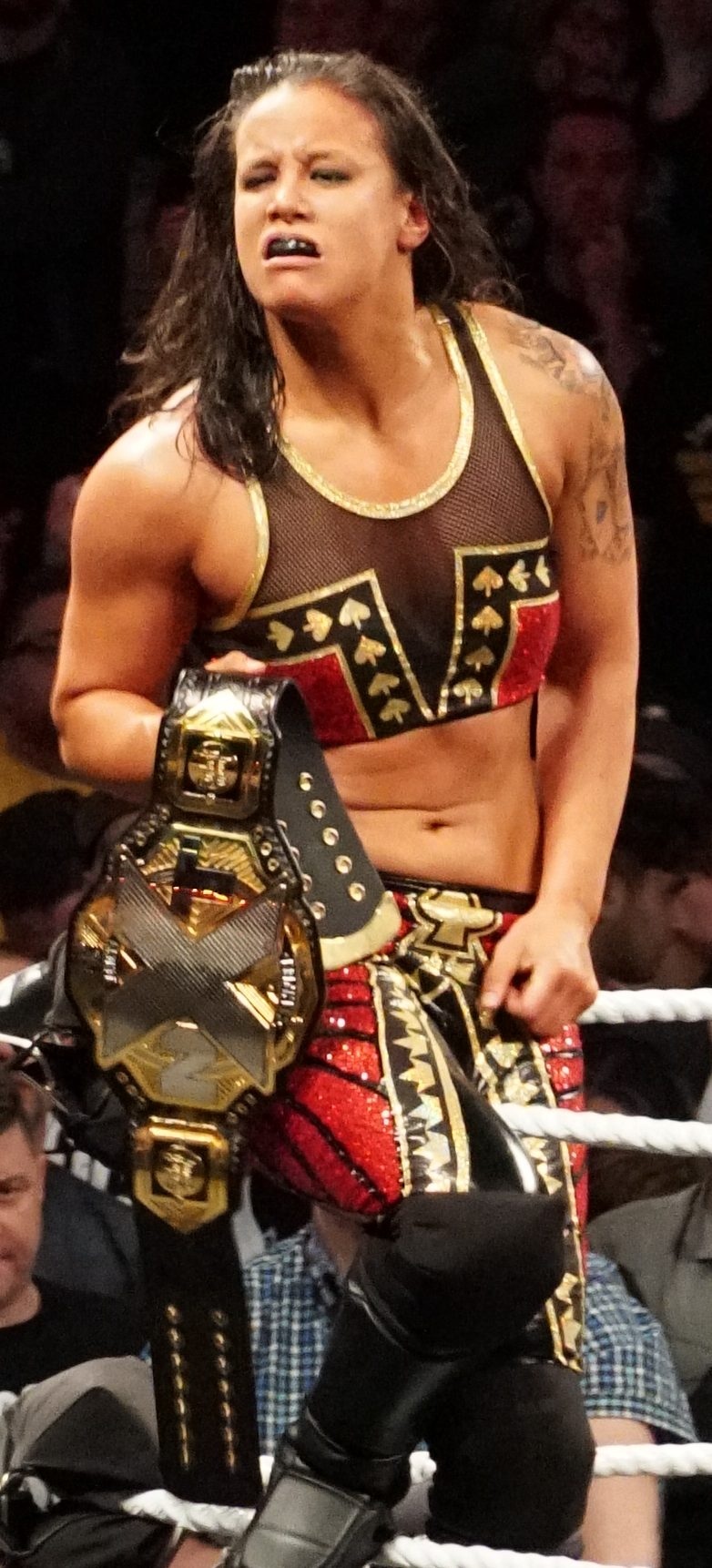
Baszler como Campeona Femenina de NXT.

### Artes marciales mixtas
- Freestyle Cage Fighting
  - FCF Women's Bantamweight Grand Prix Championship (1 vez)
- Invicta FC
  - Fight of the Night (2 times) vs. Sara McMann / vs. Alexis Davis
- The Cage Inc.
  - TCI Women's 140 lbs Championship (1 vez, inaugural)

### Lucha libre profesional
- Absolute Intense Wrestling
  - AIW Women's Championship (1 vez)

- DDT Pro-Wrestling
  - Ironman Heavymetalweight Championship (1 vez)

- New Horizon Pro Wrestling
  - IndyGurlz Australian Championship (1 vez)

- Premier Wrestling
  - Premier Women's Championship (1 vez)

- Quintessential Pro Wrestling
  - QPW Women's Championship (1 vez)

- World Wrestling Entertainment/WWE
  - NXT Women's Championship (2 veces)
  - WWE Women's Tag Team Championship (3 veces) – con Nia Jax (2) & Ronda Rousey (1)
  - Elimination Chamber (2020)
  - NXT Year–End Award (1 vez)
    - Competidora femenina del año (2019)

- Pro Wrestling Illustrated
  - Situada en el N°12 en los PWI Female 50 de 2017
  - Situada en el Nº6 en el PWI Female 100 en 2018[15]
  - Situada en el Nº4 en el PWI Female 100 en 2019[16]
  - Situada en el Nº13 en el PWI Female 100 en 2020[17]
  - Situada en el Nº62 en el PWI Female 150 en 2021[18]
  - Situada en el Nº94 en el PWI Female 150 en 2022[19]

## Récord en artes marciales mixtas
| Récord profesional | Récord profesional | Récord profesional |
| 26 peleas          | 15 victorias       | 11 derrotas        |
| ------------------ | ------------------ | ------------------ |
| Nocaut             | 1                  | 6                  |
| Sumisión           | 13                 | 2                  |
| Decisión           | 1                  | 3                  |

| Resultado | Récord | Oponente          | Método                      | Evento                                         | Fecha                   | Ronda | Tiempo | Localización                                | Notas                                                        |
| --------- | ------ | ----------------- | --------------------------- | ---------------------------------------------- | ----------------------- | ----- | ------ | ------------------------------------------- | ------------------------------------------------------------ |
| Derrota   | 15–11  | Reina Miura       | Decisión (unánime)          | Deep Jewels 15                                 | 25 de febrero de 2017   | 2     | 5:00   | Tokio, Japón                                | Pelea de peso ligero                                         |
| Derrota   | 15–10  | Amanda Nunes      | TKO (leg kick)              | UFC Fight Night: Maia vs. LaFlare              | 21 de marzo de 2015     | 1     | 1:56   | Río de Janeiro, Brasil                      |                                                              |
| Derrota   | 15–9   | Bethe Correia     | TKO (punches)               | UFC 177                                        | 30 de agosto de 2014    | 2     | 1:56   | Sacramento, California, Estados Unidos      |                                                              |
| Derrota   | 15–8   | Alexis Davis      | Sumisión (rear-naked choke) | Invicta FC 4: Esparza vs. Hyatt                | 5 de enero de 2013      | 3     | 0:58   | Kansas City, Kansas, Estados Unidos         | Pelea de la noche                                            |
| Victoria  | 15–7   | Sarah D'Alelio    | Sumisión (rear-naked choke) | Invicta FC 3: Penne vs. Sugiyama               | 6 de octubre de 2012    | 2     | 0:37   | Kansas City, Kansas, Estados Unidos         |                                                              |
| Derrota   | 14–7   | Sara McMann       | Decisión (unánime)          | Invicta FC 2: Baszler vs. McMann               | 28 de julio de 2012     | 3     | 5:00   | Kansas City, Kansas, Estados Unidos         | Pelea de la noche                                            |
| Victoria  | 14–6   | Elaina Maxwell    | Sumisión (kneebar)          | The Cage Inc.: Battle At The Border 7          | 19 de noviembre de 2010 | 1     | 4:03   | Hankinson, Dakota del Norte, Estados Unidos | Ganó el inaugural Campeonato Femenino 140 lbs de la TCI.     |
| Victoria  | 13–6   | Adrienna Jenkins  | Sumisión (armbar)           | Freestyle Cage Fighting 43                     | 12 de junio de 2010     | 1     | 2:12   | Shawnee, Oklahoma, Estados Unidos           | Ganó el Campeonato Grand Prix Peso Pluma Femenino de la FCF. |
| Victoria  | 12–6   | Alexis Davis      | Decisión (unánime)          | Freestyle Cage Fighting 40                     | 27 de marzo de 2010     | 3     | 5:00   | Shawnee, Oklahoma, Estados Unidos           |                                                              |
| Victoria  | 11–6   | Megumi Yabushita  | Sumisión (twister)          | Freestyle Cage Fighting 39                     | 30 de enero de 2010     | 1     | 4:50   | Shawnee, Oklahoma, Estados Unidos           |                                                              |
| Derrota   | 10–6   | Sarah Kaufman     | Decisión (unánime)          | Strikeforce Challengers: Villasenor vs. Cyborg | 19 de junio de 2009     | 3     | 5:00   | Kent, Washington, Estados Unidos            |                                                              |
| Derrota   | 10–5   | Cris Cyborg       | TKO (punches)               | EliteXC: Unfinished Business                   | 26 de julio de 2008     | 2     | 2:48   | Stockton, California, Estados Unidos        |                                                              |
| Victoria  | 10–4   | Keiko Tamai       | Sumisión (twister)          | ShoXC: Elite Challenger Series                 | 5 de abril de 2008      | 1     | 2:05   | Friant, California, Estados Unidos          |                                                              |
| Victoria  | 9–4    | Jennifer Tate     | Sumisión (armbar)           | ShoXC: Elite Challenger Series                 | 26 de octubre de 2007   | 1     | 0:44   | Santa Ynez, California, Estados Unidos      |                                                              |
| Victoria  | 8–4    | Jan Finney        | Sumisión (armbar)           | ShoXC: Elite Challenger Series                 | 27 de julio de 2007     | 1     | 2:40   | Santa Ynez, California, Estados Unidos      |                                                              |
| Victoria  | 7–4    | Samantha Anderson | Sumisión (kimura)           | NFF: The Breakout                              | 10 de marzo de 2007     | 1     | 1:00   | Minneapolis, Minnesota, Estados Unidos      |                                                              |
| Derrota   | 6–4    | Tara LaRosa       | TKO (punches)               | BodogFight: Costa Rica                         | 18 de febrero de 2007   | 2     | 3:15   | Costa Rica                                  |                                                              |
| Victoria  | 6–3    | Roxanne Modafferi | Sumisión (hammerlock)       | MARS: BodogFight                               | 4 de octubre de 2006    | 1     | 1:08   | Tokio, Japón                                |                                                              |
| Derrota   | 5–3    | Amanda Buckner    | TKO (punches)               | MFC: USA vs Rusia 3                            | 3 de junio de 2006      | 3     | 3:03   | Atlantic City, Nueva Jersey, Estados Unidos |                                                              |
| Victoria  | 5–2    | Julie Kedzie      | Sumisión (armbar)           | Freestyle Combat Challenge 22                  | 18 de marzo de 2006     | 1     | N/A    | Racine, Wisconsin, Estados Unidos           |                                                              |
| Derrota   | 4–2    | Amanda Buckner    | Sumisión (armbar)           | Ring of Fire 20: Elite                         | 10 de diciembre de 2005 | 1     | 4:28   | Castle Rock, Colorado, Estados Unidos       |                                                              |
| Victoria  | 4–1    | Cindy Romero      | Sumisión (punches)          | UCS: Battle At The Barn                        | 7 de mayo de 2005       | 1     | N/A    | Rochester, Minnesota, Estados Unidos        |                                                              |
| Victoria  | 3–1    | Heather Lobs      | Sumisión (choke)            | Jungle Madness 2                               | 15 de enero de 2005     | 1     | 1:51   | Minnesota, Estados Unidos                   |                                                              |
| Derrota   | 2–1    | Kelly Kobold      | Sumisión (punches)          | Reality Cage Fighting                          | 15 de mayo de 2004      | 2     | 2:20   | Dakota del Sur, Estados Unidos              |                                                              |
| Victoria  | 2–0    | Christy Zimmerman | Sumisión (armbar)           | Reality Cage Fighting                          | 14 de noviembre de 2003 | 1     | N/A    | Dakota del Sur, Estados Unidos              |                                                              |
| Victoria  | 1–0    | Tina Johnson      | Sumisión (armbar)           | Reality Cage Fighting                          | 31 de octubre de 2003   | 1     | 1:20   | Dakota del Sur, Estados Unidos              |                                                              |